# 海盜基德
《海盜基德》（英語：Kidd the Pirate）是美國作家華盛頓·歐文根據海盜威廉·基德船長的傳說而創作的一部短篇小說，發表於1824年的歐文作品集《見聞札記》中。故事涉及到基德船長埋藏的寶藏，並連結歐文的下一篇作品《魔鬼和湯姆·沃克》。

## 故事簡介
故事開始於英國國王查理二世將新尼德蘭從荷蘭人手中奪走後，這種動盪不安的局勢使得冒險家、流氓和海盜增加。
基德的生平概要
基德船長被政府雇用來制止海盜行為，但他自己很快也變成了海盜，航行至馬德拉群島、波拉維斯塔群島和馬達加斯加島一帶劫掠，最後在埋下他的大部分寶藏後，便大搖大擺地回到波士頓，在那裡他被逮捕，並被送回英國吊死。
尋寶者的挖掘
之後就流傳著大量基德船長曾埋過寶藏的謠言，包括帶有摩爾文的錢幣，但當地居民卻對摩爾文字帶著點迷信般的敬畏，認為它們是一種咒語或帶有魔力。
接下來歐文還講述了許多關於尋寶的故事，並說「在所有的故事中……魔鬼都起著顯著的作用」，某些情況下，有的尋寶者會用祭祀取得他的諒解。但魔鬼還是喜歡玩弄這些尋寶者，有些人在掘寶時地面忽然塌陷，有時會出現可怕的聲音或幽靈嚇走現場的人。
生鏽的手槍
故事的結尾部分用於連結下一部故事《魔鬼和湯姆·沃克》。一個夏末的寧靜日子裡，歐文在和其他人捕魚時，其中一人意外從河底撈出一支樣式古怪的外國舊手槍，有的人推測手槍是舊時海盜的遺物，甚至可能屬於基德本人。
這引發這群人的其中一人憶起了一個關於曾掘出基德藏金的人的故事，這個故事包含在之後的章節《魔鬼和湯姆·沃克》。

## 影響
這個故事與歐文的其他作品一樣，對美國民間傳說中的海盜與寶藏故事產生了影響。

## 延伸閱讀
- Irving, Washington. . The Works of Washington Irving 4. Jensen Society. 1907  [2018-05-25]. （原始内容存档于2014-07-07）.